# 第328步兵師 (德國國防軍)
德國國防軍陸軍第328步兵師（德語：328. Infanterie-Division）是納粹德國國防軍陸軍的一個步兵師。該師於1941年12月組建。
該師組建後，調往東線，此後一直在當地作戰。
該師最後於1943年11月遭受重創後解散，其殘部歸入其他部隊。

## 註腳
1. ↑  Mitcham（2007年）